# Centrale géothermique de Nesjavellir
La centrale géothermique de Nesjavellir est une centrale géothermique détenue et opérée par Orkuveita Reykjavíkur. Elle est située près du volcan Hengill au sud-ouest de l'Islande, à 11 km de la centrale géothermique de Hellisheiði. C'est la seconde plus importante centrale géothermique d'Islande. La centrale produit 120 MW d'électricité, et 300 MW d'énergie thermique (soit 1 800 litres d'eau chaude par seconde). 
La centrale a été inaugurée le 17 mai 1990.